# Sasów (szczyt)
Sasów (1010 m n.p.m.) – zalesiony szczyt w Bieszczadach Zachodnich, drugi pod względem wysokości w Wysokim Dziale. Znajduje się na wschód od najwyższego w tym grzbiecie Wołosania; w Ciśniańsko-Wetlińskim Parku Krajobrazowym. Jest to szczyt zwornikowy, gdyż odbiega stąd na południe niewielki grzbiet Feliszówki.

## Pieszy szlak turystyczny
Przez wierzchołek prowadzi znakowany na  czerwono Główny Szlak Beskidzki, pomiędzy Cisną a Wołosaniem.